# Чихладзе, Шалва Константинович
Чихладзе Шалва Константинович (груз. შალვა ჩიხლაძე; 12 июля 1912, Кутаис, Кавказское наместничество — 14 января 1997, Тбилиси) — советский борец классического и вольного стилей, серебряный призёр олимпийских игр в классической борьбе, мастер спорта СССР (1936), Заслуженный мастер спорта СССР (1952).

## Биография
Шалва Чихладзе родился в 1912 году в Кутаиси. В 1920 году в цирке увидел выступление борца Коли Квариани и с тех пор заинтересовался борьбой. В 1930 году пришёл в секцию классической борьбы к тренеру Георгию Кавтарадзе, а в следующем году переехал в Тбилиси и начал тренироваться у Вахтанга Кухианидзе.
В 1932 году молодой борец выиграл первенство Грузии, в 1934 году — первенство Закавказья. В том же году Шалва Чихладзе переехал в Москву, куда его пригласил главный тренер по борьбе института имени Лесгафта Владимир Иванов.
В 1935 году на чемпионате СССР в Москве стал серебряным призёром, а на следующий год уже выиграл чемпионат. До войны также, в 1937 и 1941 годах был бронзовым призёром чемпионата СССР. Карьера борца могла бы развиваться и лучше, но этому помешала старая травма: в 1932 году Шалва Чихладзе порвал мышцы левой руки, упав с коня. В 1937 году на консультации у врача-профессора борец узнал, что изменения в руке являются необратимыми и ему следует оставить большой спорт. Но тем не менее, Ш. Чихладзе начал лечение и сумел выиграть несколько спартакиад спортивного общества «Динамо».
Во время Великой Отечественной войны, как и многие другие спортсмены воевал добровольцем в составе отдельной мотострелковой бригады особого назначения НКВД СССР. Участник Парада на Красной площади 7 ноября 1941 года. Во время боя у деревни Верхне-Куклино в Калужской области был ранен с повреждением нервов опять же в левое предплечье, лежал в госпитале до марта 1942 года, после чего отправился долечиваться в Тбилиси.
В 1944 году выиграл чемпионат Грузии и занял второе место на чемпионате СССР.
Почти в 40-летнем возрасте был включён в олимпийскую команду и уже в 40 летнем возрасте на Летних Олимпийских играх 1952 года в Хельсинки боролся в весовой категории до 87 килограммов (полутяжёлый вес).
В предварительных схватках:
- в первом круге на 10 минуте тушировал Макса Ляйхтера (Германия);
- во втором круге решением судей со счётом 3-0 выиграл у Умберто Сильвестри (Италия);
- в третьем круге не участвовал;
- во четвёртом круге решением судей со счётом 3-0 выиграл у Дьюлы Ковача (Венгрия). При этом Шалва Чихладзе проигрывал по ходу схватки и даже оказался на мосту;

По существовавшим тогда правилам трое борцов, набравших наименьшее количество штрафных баллов в предварительных схватках, выходили в финал, где разыгрывали награды между собой.
- в пятом круге на 3 минуте тушировал Карла-Эрика Нильссона (Швеция);
- в шестом круге решением судей (совещание длилось более часа)[1] со счётом 2-1 проиграл Келпо Грёндалю (Финляндия) и таким образом, занял второе место.[3]

Борец обладал феноменальной физической силой, так на мосту его не могли дожать до лопаток даже более тяжёлые борцы, например Й. Коткас, А. Мазур, А. Мекокишвили. Одним из излюбленных приёмов Шалвы Чихладзе был бросок прогибом, проводимый без подбива корпусом, за счёт физической силы.
Четырёхкратный чемпион СССР, четырёхкратный вице-чемпион СССР по классической борьбе, дважды третий призёр чемпионатов СССР по классической борьбе и вольной борьбе. Победитель международных турниров в Венгрии, Чехословакии, Румынии, Болгарии
В 1954 году закончил карьеру. 14 января 1997 года скончался в Тбилиси.

## Спортивные результаты

### Классическая борьба
- Чемпионат СССР по классической борьбе 1933 года — 7-е место;
- Чемпионат СССР по классической борьбе 1934 года — 11-е место;
- Чемпионат СССР по классической борьбе 1935 года — ;
- Чемпионат СССР по классической борьбе 1936 года — ;
- Чемпионат СССР по классической борьбе 1937 года — ;
- Чемпионат СССР по классической борьбе 1941 года — ;
- Чемпионат СССР по классической борьбе 1944 года — ;
- Чемпионат Грузинской ССР по классической борьбе 1944 года — ;
- Чемпионат СССР по классической борьбе 1946 года — ;
- Чемпионат СССР по классической борьбе 1947 года — ;
- Чемпионат СССР по классической борьбе 1949 года — ;
- Чемпионат СССР по классической борьбе 1950 года — ;
- Чемпионат СССР по классической борьбе 1951 года — ;

### Вольная борьба
- Чемпионат СССР по вольной борьбе 1946 года — ;
- Чемпионат СССР по вольной борьбе 1947 года — ;